# Aethiothemis bella
Aethiothemis bella е вид водно конче от семейство Libellulidae. Видът не е застрашен от изчезване.

## Разпространение
Разпространен е в Гвинея, Демократична република Конго и Сиера Леоне.